# 潭河县
潭河县（越南语：／）是越南广宁省下辖的一个县。

## 地理
潭河县东北接海河县；西北接平辽县；西南接先安县；东南接北部湾。

## 历史
阮朝时，这里属于广安省海宁府万宁州河门总潭河社。法属以后，殖民政府设立海宁省，改万宁州为河桧州，以潭河社置潭河总，隶属河桧州。保大后期，殖民政府以潭河总析置潭河州。
1948年3月25日，北越政府改州为县，潭河州改为潭河县。
1963年10月30日，海宁省和鸿广区合并为广宁省，潭河县随之划归广宁省管辖。
1969年6月4日，潭河县和河桧县合并为广河县。
1979年1月16日，那普社改名广安社，清衣社改名广林社，潭河东社改名广利社，木牌社改名广新社。
1981年9月10日，新立社并入潭河社和大平社，潭河市镇并入潭河社。
1991年5月28日，潭河社析置潭河市镇。
2001年8月29日，广河县分设为潭河县和海河县。
2006年6月12日，大平社和潭河社析置新立社，潭河社、广新社和新平社部分区域划归潭河市镇管辖。
2019年12月17日，广利社并入广新社。

## 行政区划
潭河县下辖1市镇8社，县莅潭河市镇。
- 潭河市镇（Thị trấn Đầm Hà）
- 大平社（Xã Đại Bình）
- 潭河社（Xã Đầm Hà）
- 翊安社（Xã Dực Yên）
- 广安社（Xã Quảng An）
- 广林社（Xã Quảng Lâm）
- 广新社（Xã Quảng Tân）
- 新平社（Xã Tân Bình）
- 新立社（Xã Tân Lập）